# Quba

Quba (em azeri: Quba) é um dos cinqüenta e nove rayons nos quais subdivide politicamente a República do Azerbaijão. Sua capital é a cidade de Quba.
Tem uma superfície de 2.610 quilômetros quadrados, ocupados por uma população composta por umas 143.100 pessoas. Sua densidade populacional se eleva à cifra de 54,82 habitantes por cada quilômetro quadrado.
A região é famosa pelo cultivo de maçãs e outras frutas. Nas encostas das montanhas são criadas ovelhas, cujos produtos são processados na indústria local. Na cidade de Quba se produzem tapetes.